# Aelurillus
Aelurillus Simon, 1884 è un genere di ragni appartenente alla famiglia Salticidae.

## Descrizione
Le femmine di questi ragnetti misurano in media circa 7 millimetri, mentre i maschi non superano i 5. Sono di forma tozza e piuttosto pelosi. Le femmine mostrano chiazze di color marrone sabbia, i maschi invece di colore nero, a volte con un disegno ben visibile. Le zampe sono annulate

## Etologia
I ragni di questo genere sono prevalentemente mirmecofagi. Una specie di Aelurillus del sudest asiatico è stata osservata saltare da 30 a 40 volte sul dorso di un grosso ragno gnafosida fino ad ucciderlo.

## Habitat
Prediligono i climi caldi e secchi e i luoghi rocciosi o le ampie radure con rami rinsecchiti o morti fra la vegetazione bassa.

## Distribuzione
Le 68 specie oggi note di questo genere sono diffuse in tutta la regione paleartica e nell'Africa; due specie (A. improvisus e A. minimontanus) sono state scoperte in India; altre due specie (A. kronestedti e A. quadrimaculatus) sono state rinvenute nello Sri Lanka; infine A. subfestivus è endemico del Giappone
In Italia sono state reperite 5 specie di questo genere

## Tassonomia

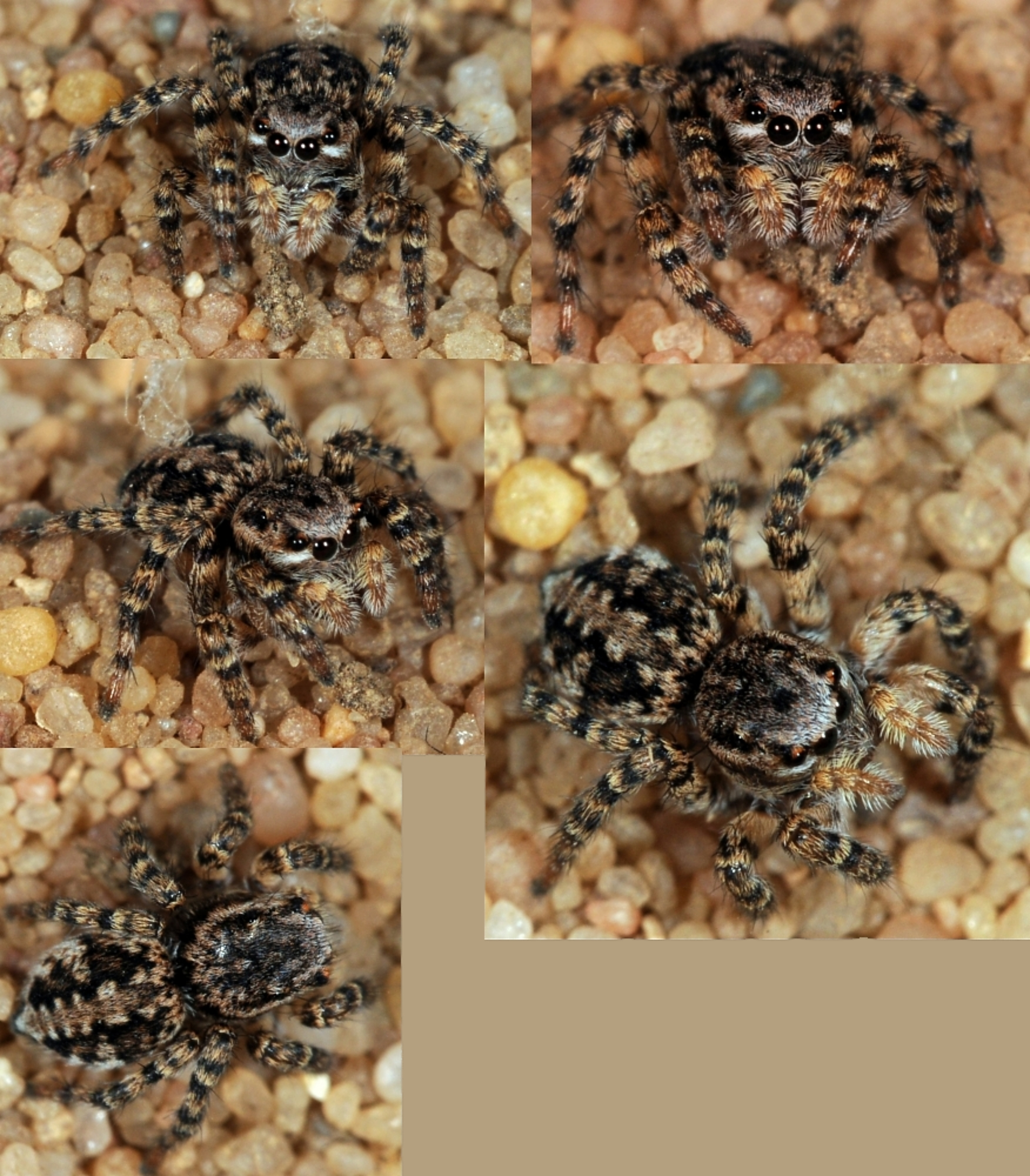
Aelurillus v-insignitus, femmine

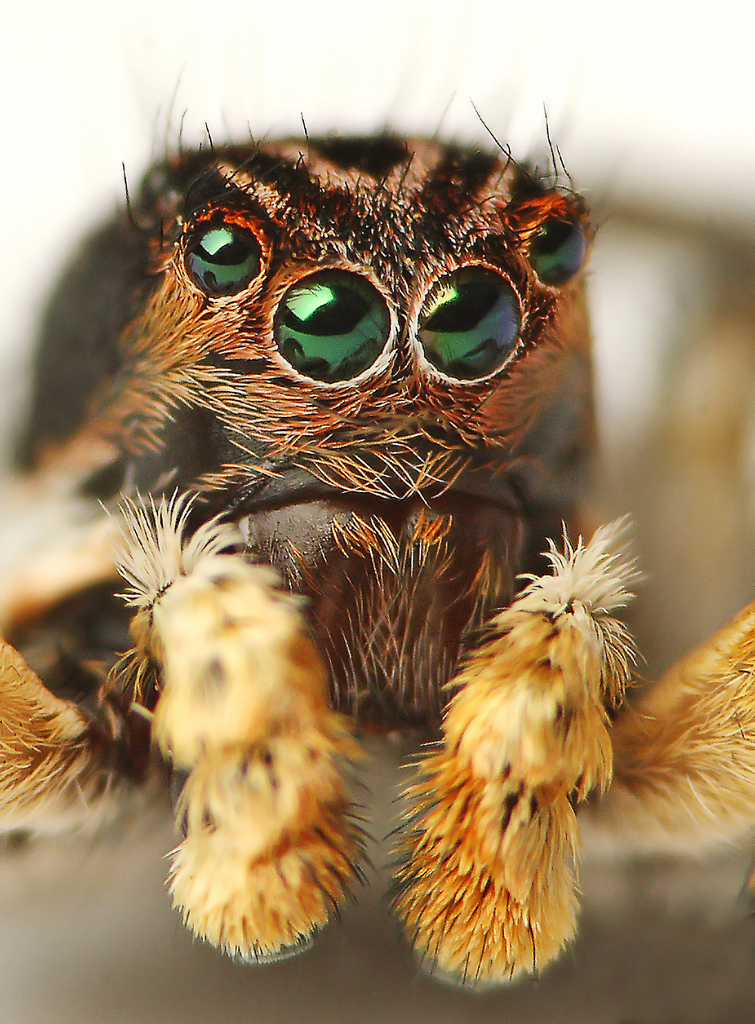
Aelurillus v-insignitus, visuale frontale

Considerato un sinonimo anteriore di Hemsennatus Roewer, 1955 dallo studio sulla specie tipo Hemsennatus iratus Roewer, 1955 effettuato da Prószynski nel 1966; e anche di Melioranus Tyschchenko, 1965 dallo studio effettuato sulla specie tipo Melioranus lutosus, Tyschchenko, 1965 sempre da Prószynski nel 1979 e da Wunderlich nel 1989.
Ritenuto inoltre un sinonimo posteriore di Phlegra Simon, 1876 dall'aracnologo Harm nel 1977, ma vari autori sono in disaccordo.
A dicembre 2010, si compone di 68 specie e due sottospecie:
1. Aelurillus aeruginosus (Simon, 1871) — Mediterraneo (Italia)
2. Aelurillus afghanus Azarkina, 2006 — Afghanistan
3. Aelurillus andreevae Nenilin, 1984 — Asia centrale
4. Aelurillus angularis Prószynski, 2000 — Israele
5. Aelurillus ater (Kroneberg, 1875) — Asia centrale
6. Aelurillus balearus Azarkina, 2006 — Isole Canarie, Isole Baleari
7. Aelurillus basseleti (Lucas, 1846) — Algeria, Tunisia
8. Aelurillus blandus (Simon, 1871) — Grecia, Creta
9. Aelurillus bokerinus Prószynski, 2003 — Israele
10. Aelurillus bosmansi Azarkina, 2006 — Spagna
11. Aelurillus brutus Wesolowska, 1996 — Turkmenistan, Kazakistan
12. Aelurillus catherinae Prószynski, 2000 — Egitto
13. Aelurillus catus Simon, 1886 — Senegal
14. Aelurillus cognatus (O. P.-Cambridge, 1872) — Libano
15. Aelurillus concolor Kulczyński, 1901 — Macedonia, Iran, Asia centrale
16. Aelurillus conveniens (O. P.-Cambridge, 1872) — Egitto, Israele, Siria
17. Aelurillus cretensis Azarkina, 2002 — Creta
18. Aelurillus cristatopalpus Simon, 1902 — Sudafrica
19. Aelurillus cypriotus Azarkina, 2006 — Cipro
20. Aelurillus dorthesi (Audouin, 1826) — Egitto
21. Aelurillus dubatolovi Azarkina, 2003 — Asia centrale
22. Aelurillus faragallai Prószynski, 1993 — Arabia Saudita, Yemen
23. Aelurillus gershomi Prószynski, 2000 — Israele
24. Aelurillus guecki Metzner, 1999 — Grecia
25. Aelurillus helvenacius Logunov, 1993 — Mongolia
26. Aelurillus hirtipes Denis, 1960 — Africa settentrionale
27. Aelurillus improvisus Azarkina, 2002 — India
28. Aelurillus jerusalemicus Prószynski, 2000 — Israele
29. Aelurillus kochi Roewer, 1951 — Grecia, Israele, Siria
30. Aelurillus kopetdaghi Wesolowska, 1996 — Turkmenistan
31. Aelurillus kronestedti Azarkina, 2004 — Sri Lanka
32. Aelurillus laniger Logunov & Marusik, 2000 — Macedonia, Kazakistan
33. Aelurillus latebricola Spassky, 1941 — Tagikistan
34. Aelurillus leipoldae (Metzner, 1999) — Creta
35. Aelurillus logunovi Azarkina, 2004 — Afghanistan, Pakistan
36. Aelurillus lopadusae Cantarella, 1983 — Italia, Algeria
37. Aelurillus lucasi Roewer, 1951 — Isole Canarie, Isole Selvagens (Canarie)
38. Aelurillus luctuosus (Lucas, 1846) — dal Mediterraneo al Turkmenistan
39. Aelurillus lutosus (Tyschchenko, 1965) — Kazakistan, Kirghizistan
40. Aelurillus madagascariensis Azarkina, 2009 — Madagascar
41. Aelurillus marusiki Azarkina, 2002 — Iran
42. Aelurillus minimontanus Azarkina, 2002 — India
43. Aelurillus mirabilis Wesolowska, 2006 — Namibia
44. Aelurillus m-nigrum Kulczynski, 1891 — Regione paleartica
45. Aelurillus monardi (Lucas, 1846) — Mediterraneo (Italia)
46. Aelurillus muganicus Dunin, 1984 — Azerbaigian
47. Aelurillus nabataeus Prószynski, 2003 — Israele
48. Aelurillus nenilini Azarkina, 2002 — Turkmenistan, Uzbekistan, Kazakistan
49. Aelurillus numidicus (Lucas, 1846) — Algeria
50. Aelurillus plumipes (Thorell, 1875) — Algeria, Tunisia
51. Aelurillus politiventris (O. P.-Cambridge, 1872) — dalla Grecia ad Israele
52. Aelurillus quadrimaculatus Simon, 1889 — India, Sri Lanka
53. Aelurillus reconditus Wesolowska & van Harten, 1994 — Yemen
54. Aelurillus rugatus (Bösenberg & Lenz, 1895) — Tanzania
55. Aelurillus russelsmithi Azarkina, 2009 — Costa d'Avorio
56. Aelurillus sahariensis Berland & Millot, 1941 — Mali
57. Aelurillus schembrii Cantarella, 1982 — Sicilia, Malta
58. Aelurillus simoni (Lebert, 1877) — Svizzera
59. Aelurillus simplex (Herman, 1879) — Ungheria
60. Aelurillus spinicrus (Simon, 1871) — Marocco
61. Aelurillus stanislawi (Prószynski, 1999) — Israele, Siria, Etiopia
62. Aelurillus steinmetzi Metzner, 1999 — Grecia
63. Aelurillus steliosi Dobroruka, 2002 — Creta
64. Aelurillus subaffinis Caporiacco, 1947 — Etiopia
65. Aelurillus subfestivus Saito, 1934 — Giappone
66. Aelurillus tumidulus Wesolowska & Tomasiewicz, 2008 — Etiopia
67. Aelurillus unitibialis Azarkina, 2002 — Iran
68. Aelurillus v-insignitus (Clerck, 1757)[5] — Regione paleartica (Italia)
  - Aelurillus v-insignitus morulus (Simon, 1937) — Francia
  - Aelurillus v-insignitus obsoletus Kulczynski, 1891 — Europa orientale

### Specie trasferite
Alcune caratteristiche in comune a vari generi affini fanno sì che le specie trasferite altrove siano in buon numero: al dicembre 2010, se ne contano 17:
1. Aelurillus apertus Denis, 1958; trasferita al genere Langona.
2. Aelurillus constrictus (Karsch, 1880); trasferita al genere Nannenus.
3. Aelurillus dimorphus Dönitz & Strand, 1906; trasferita al genere Phintella.
4. Aelurillus festivus (C. L. Koch, 1834); trasferita al genere Asianellus.
5. Aelurillus gilvus (Simon, 1868); trasferita al genere Asianellus.
6. Aelurillus guttiger Simon, 1901; trasferita al genere Stenaelurillus.
7. Aelurillus lymphus Próchniewicz & Heciak, 1994; trasferita al genere Rafalus.
8. Aelurillus mallezi Denis, 1947; trasferita al genere Langona.
9. Aelurillus nigritibiis (Caporiacco, 1941); trasferita al genere Rafalus.
10. Aelurillus pichoni (Schenkel, 1963); trasferita al genere Asianellus.
11. Aelurillus potanini (Schenkel, 1963); trasferita al genere Asianellus.
12. Aelurillus pupus (Karsch, 1879); trasferita al genere Phintella.
13. Aelurillus ranunculus (Thorell, 1875); trasferita al genere Yllenus.
14. Aelurillus tartaricus (Charitonov, 1946); trasferita al genere Langona.
15. Aelurillus tristis Denis, 1957; trasferita al genere Pseudeuophrys.
16. Aelurillus variegatus (Kroneberg, 1875); trasferita al genere Rafalus.
17. Aelurillus wittmeri Prószynski, 1978; trasferita al genere Rafalus.

### Nomina dubia
1. Aelurillus approximans (O. P.-Cambridge, 1872); gli esemplari maschili, reperiti in Israele e originariamente descritti nel genere Salticus, sono stati trasferiti in Aelurops da Simon nel 1876 e quindi in Aelurillus da Reimoser nel 1919; a seguito di un lavoro di Prószynski del 2003 sono da ritenersi nomina dubia[3].
2. Aelurillus candidus (Simon, 1868); gli esemplari femminili, reperiti in Siria e Spagna, e originariamente descritti nell'ex-genere Attus come Attus albicans Simon, 1871, senza che vi fosse un necessario cambiamento di nome sono stati trasferiti in Aelurops dallo stesso Simon nel 1876 e quindi in Aelurillus da Reimoser nel 1919; a seguito di un lavoro di Prószynski del 2003 sono da ritenersi nomina dubia[3].
3. Aelurillus deruptus (Karsch, 1880); gli esemplari, rinvenuti nelle Filippine e originariamente descritti nel genere Ictidops, a seguito di due lavori, dell'aracnologo Roewer del 1955 e di Prószynski del 2009, sono da ritenersi nomina dubia[3].
4. Aelurillus gesticulator (Lucas, 1846); gli esemplari femminili, reperiti in Algeria e in origine descritti nel genere Salticus, a seguito di un lavoro degli aracnologi Azarkina & Logunov del 2006, sono da ritenersi nomina dubia, contra un precedente lavoro di Denis del 1937 su uno degli esemplari[3].